# Fibag-Affäre
Die Fibag-Affäre war 1961/62 in den Schlagzeilen.
Das Nachrichtenmagazin Der Spiegel berichtete 1961, Bundesverteidigungsminister Franz Josef Strauß habe seinem US-amerikanischen Kollegen Thomas S. Gates die Firma Fibag (Finanzbau Aktiengesellschaft) empfohlen, um in der Bundesrepublik mehrere Tausend Wohnungen für die US-Armee zu bauen. An der Fibag waren unter anderem der konservative Passauer Verleger Hans Kapfinger und über Friedrich Zimmermann als Treuhänder Strauß selbst beteiligt. Strauß wurde Vorteilsnahme im Amt vorgeworfen, da sein Freund Kapfinger Anteile der Fibag hielt. Auf Antrag der SPD und der FDP wurde der Vorwurf von einem Untersuchungsausschuss des Bundestags untersucht. Dieser kam 1962 mit knapper Mehrheit zu dem Ergebnis, dass Strauß keine Verfehlungen vorzuwerfen seien. Die FDP, die Partner in der Regierungskoalition war, kritisierte dies heftig.
Das Geschäft zwischen der Fibag und der US-Armee kam nicht zustande.
Die Fibag-Affäre führte zusammen mit weiteren Affären (Starfighter-Affäre, Spiegel-Affäre) dazu, dass Strauß 1962 vom Amt des Bundesverteidigungsministers zurücktreten musste.